# Centraal sereuze chorioretinopathie

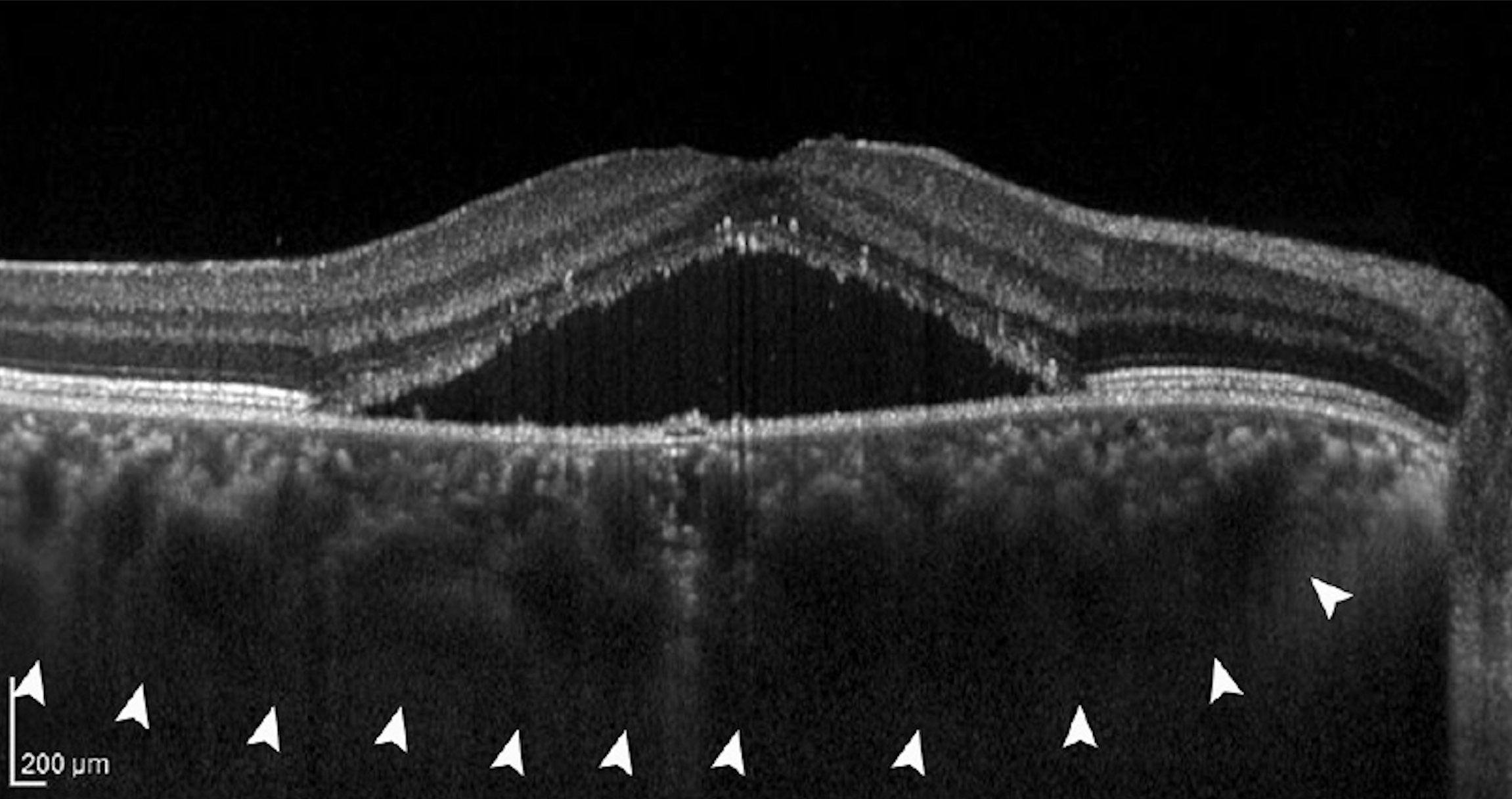
Centraal sereuze chorioretinopathie

Een centrale sereuze chorioretinopathie (CSC) is een vochtophoping onder het netvlies, doordat de pompfunctie van het pigmentblad (retinaal pigmentepitheel) verstoord is geraakt door choroïdale vasculaire hyperpermeabiliteit. In dit geval is de bloed-retinabarrière verstoord geraakt, waardoor er vocht lekt onder het netvlies, dat subretinaal vocht wordt genoemd.
Er is sprake van een acute vorm van CSC en een chronische vorm (chronische CSC). De acute vorm herstelt vaak spontaan binnen enkele maanden en komt vaak voor bij jonge mannen van rond de 40 jaar met stress. 
Meerdere interventies zijn beschreven voor chronische serosa, waarvan halve-dosis (of half-fluency) fotodynamische therapie momenteel de voorkeur geniet.

## Diagnostiek
In de oogheelkunde kan deze vochtlekkage in kaart worden gebracht door middel van:
- Een fluorescentieangiografie (een FAG-scan), waarmee exacte locatie van de lekkage in de bloed-retinabarrière kan worden aangetoond.
- Een OCT onderzoek, waarbij het subretinaal vocht eenvoudig in kaart kan worden gebracht in een dwarsdoorsnede foto van het netvlies.
- Overige methodes om de vochtlekkage te onderzoek zijn indocyanine groen angiografie (ICG) en fundusautofluoresceïneonderzoek (FAF).